# Baía Dallmann

A baía Dallmann é uma baía situada entre a ilha Brabant e a ilha Anvers, conectada ao estreito Gerlache pelo canal Schollaert, no Arquipélago de Palmer, na Antártida. Foi descoberta e teve seu primeiro mapeamento bruto feito em 1874 pelo baleeiro alemão Capitão Eduard Dallmann. Foi assim designada por Dallmann pela Sociedade de Navegação Polar de Hamburgo, que patrocinava a exploração antártica de Dallmann. Mais tarde foi mapeada pela Expedição Antártica Francesa de 1903–05, sob o comando de Jean-Baptiste Charcot.
 Este artigo incorpora material em domínio público  de United States Geological Survey   , documento "Baía Dallmann" (conteúdo do Geographic Names Information System).